# Кенилворт (Пенсилванија)
Кенилворт (енгл. Kenilworth) насељено је место без административног статуса у америчкој савезној држави Пенсилванија.

## Демографија
По попису из 2010. године број становника је 1.907, што је 331 (21,0%) становника више него 2000. године.
| Група             | 2000.         | 2010.         |
| Белци             | 1.497 (95,0%) | 1.758 (92,2%) |
| Афроамериканци    | 32 (2,0%)     | 54 (2,8%)     |
| Азијати           | 24 (1,5%)     | 24 (1,3%)     |
| Хиспаноамериканци | 8 (0,5%)      | 48 (2,5%)     |
| Укупно            | 1.576         | 1.907         |